# Centre Nacional d'Huracans
El Centre Nacional d'Huracans dels EUA (en anglès, National Hurricane Center) és una divisió del Centre de Predicció Tropical del Servei Nacional Climatològic, i té la funció de predir el comportament de les depressions tropicals, tempestes tropicals i huracans i fer-ne el seguiment.
Quan es preveu que es produeixi una tempesta tropical o huracà en el marge de 36 hores, el centre emet advertències als mitjans de comunicació i la ràdio climatològica de l'agència (Ràdio NOAA). Malgrat el centre és una agència dels EUA, l'Organització Meteorològica Mundial l'ha designat com a Centre Metereològic Especialitzat Regional per a l'Atlàntic nord i l'est del Pacífic. Per tant, l'ens ha esdevingut el punt on conflueixen totes les informacions referents a huracans i tempestes tropicals ocorregudes en aquesta àrea, més enllà de si afecten o no els EUA.
El Centre Nacional d'Huracans dels EUA fou creat l'any 1898 per ordre del president William McKinley amb l'objectiu que servís l'Agència Climatològica (avui convertida en el Servei Nacional Climatològic), amb la idea d'establir una xarxa d'advertència d'huracans. A mesura que les comunicacions i la predicció metereològica van anar evolucionant, la tasca d'assegurar els avisos per huracans es va anar centralitzant en l'oficina de l'Agència Climatològica de Miami (Florida).
Aquesta oficina de Miami es rebatejà amb el nom de Centre Nacional d'Huracans (CNH) l'any 1967, just en el moment en què se li assignà la responsabilitat de vigilar els ciclons tropicals de l'Atlàntic. En 1984 el CNH se separà de l'Oficina de Predicció del Servei Climatològic de Miami, a la qual se li van encarregar els pronòstics i observacions del sud-est de Florida.
El 1992 l'Huracà Andrew va destruir el radar climatológic WSR-57 i altres estris de mesura ubicats a la teulada de la Gables One Tower, edifici on s'emplaçaven les oficines del Centre. Amb posterioritat, el radar fou reemplaçat i ja el 1995 el CNH es mudà a un lloc més resistent als huracans, just al campus de la Florida International University.
Val a dir que un dels exdirectors del CNH, Bob Simpson, fou el cocreador de l'Escala d'huracans Saffir-Simpson. L'actual director del Centro és Max Mayfield.

## Especialistes en huracans
Els especialistes del CNH són els meteoròlegs encarregats de predir les accions dels ciclons tropicals. Aquests especialistes treballen fent torns de vuit hores entre maig i novembre, vetllant els patrons del clima en els oceans Atlàntic nord i est del Pacífic. Cada vegada que apareix una depressió, emeten butlletins informatius cada sis hores fins que la tempesta es desfà i acaba el seu recorregut. En cas que la tempesta amenaci de tocar terra, els butlletins s'emeten amb major freqüència. Els especialistes també s'encarreguen de coordinar les decisions i les accions a prendre juntament amb les autoritats del país que es pugui veure afectat.
Cada especialista signa els pronòstics i butlletins amb llur cognom, i en determinades ocasions els poden emetre conjuntament amb altres membres del CNH.
Quan no és temporada d'huracans a l'Atlàntic, els especialistes fan tasques divulgatives da cara al públic.

### Especialistes actuals

#### Especialistes en HuracansSèniors
- Dr. Lixion Avila, especialista des de 1987
- Dr. Jack Beven, especialista des de 1999
- Dr. James Franklin, especialista des de 1999
- Dr. Richard Knabb, especialista des de 2005
- Dr. Richard Pasch, especialista des de 1989
- Stacy Stewart, especialista des de 1999 i Meteoròloga Coordinadora d'Avisos

#### Especialistes en Huracans
- Eric Blake, especialista des de 2006
- Dan Brown, especialista des de 2006
- Michelle Mainelli, especialista des de 2006
- Jamie Rhome , especialista des de 2006
- Chris Landsea

### Directors del Centre
- Gordon Dunn (1965-1967)
- Robert Simpson (1967-1973)
- Neil Frank (1973-1987)
- Bob Sheets (1987-1995)
- Bob Burpee (1996-1997)
- Jerry Jarell (1998-2000)
- Max Mayfield (2000-actualment)

## Procés de posar nom als huracans
Vegeu l'article principal Llista de noms dels ciclons tropicals.
En la temporada d'huracans a l'Atlàntic de 1953, el Centre començà a posar nom als ciclons que arribaven al grau de tempesta tropical -vents sostinguts superiors als 62 km/h-. Això substituí el mètode anterior que utilitzava les coordenades per la seva identificació. Als inicis, les tempestes només tenien noms femenins, però després d'algunes protestes per aquest greuge sexista -ateses les connotacions negatives que comporten els huracans-, l'any 1979 es va començar a utilitzar, també, noms masculins.
L'Organització Meteorològica Mundial s'encarrega de crear i mantenir la llista anual de noms, que són usats en una rotació de sis anys. Els noms d'aquells ciclons més mortals i destructors són llevats i substituïts per un altre nom del mateix gènere i mateixa inicial. Així, per exemple, l'any 2006, Kirk reemplaçà Keith, ja que l'any 2001 es va decidir retirar-lo després dels estralls que causà l'huracà Keith entre el 28 de setembre i 6 d'octubre de 2000.
Si es produeixen més de 21 tempestes amb nom en una temporada a l'Atlàntic, o 24 en la temporada del Pacífic, les lletres de l'alfabet s'exhaureixen, raó per la qual es recorre a les lletres de l'alfabet grec, per seguir nomenant ciclons. Aquest extrem es va produir per primera vegada a la història en la Temporada d'huracans de l'Atlàntic, 2005.